# Undercut (coiffure)

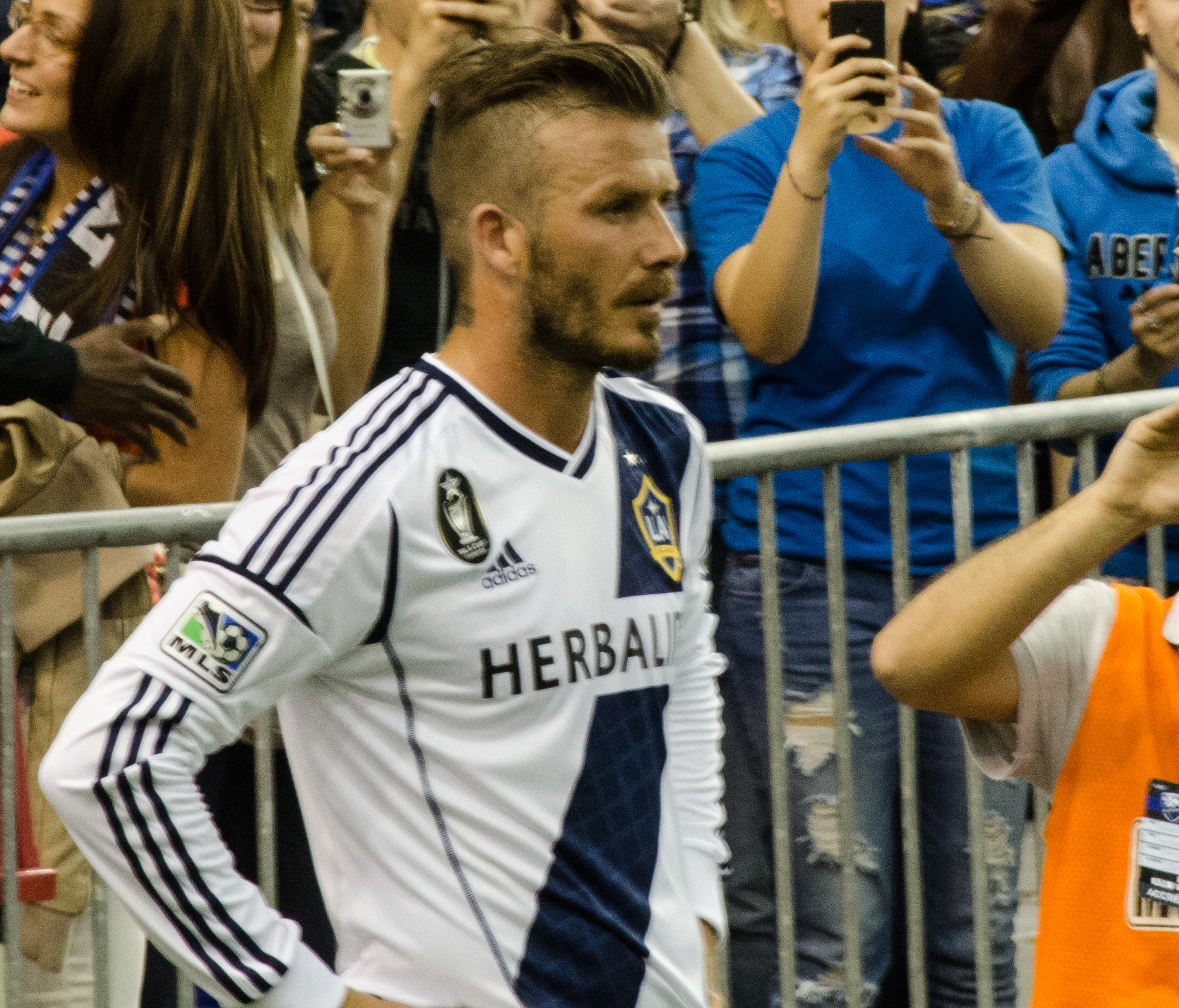
David Beckham en 2012.

Pour les articles homonymes, voir Undercut.
L'undercut est une coiffure pour laquelle, en général, les cheveux du dessus de la tête sont longs et séparés sur le côté ou au centre, tandis que le dos et les côtés sont coupés très courts.
À la mode des années 1910 aux années 1940, principalement chez les hommes, l'undercut a connu un renouveau croissant dans les années 1980 avant de redevenir totalement à la mode dans les années 2010. Elle est étroitement liée aux cheveux ridés[réf. nécessaire] du milieu et de la fin des années 1990, bien que ceux qui ont une telle coiffure dans les années 2010 aient tendance à faire reculer la frange du visage.

## Origines
Historiquement, l'undercut est associée à la pauvreté et à l'incapacité de se payer un coiffeur suffisamment compétent pour se fondre dans la masse, comme pour une coupe de cheveux courte sur le dos et les côtés.

### Première moitié duXXesiècle
Du début du XXe siècle jusqu'aux années 1920, la coupe inférieure est populaire parmi les jeunes hommes de la classe ouvrière, en particulier les membres des gangs de rue.
Les barbiers militaires de l'époque de la Première Guerre mondiale pratiquent des coupes de cheveux courtes sur le dos et les côtés aussi rapidement que possible en raison du nombre, afin de faciliter l'hygiène personnelle dans la guerre de tranchées, et de manière aussi uniforme que possible, en vue de l'apparence à la parade.
Après 1918, le style dos et côtés courts devient la norme au Royaume-Uni, et sa variante, la coupe en brosse, devient courante en Amérique du Nord et en France.

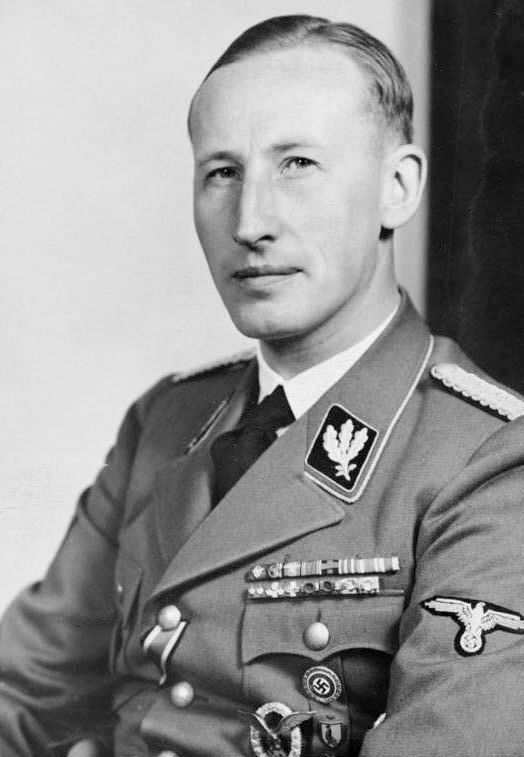
Reinhard Heydrich en 1940, en uniforme de SS-Gruppenführer.

Dans le Glasgow de l'entre-deux-guerres, les Neds (précurseurs des Teddy Boys) privilégient une coupe de cheveux longue sur le dessus et coupée dans le dos et sur les côtés. Malgré le risque d'incendie, on utilise beaucoup de cire de paraffine pour maintenir les cheveux en place. Les autres gangs qui favorisent cette coupe étaient les Scuttlers de Manchester et les Peaky Blinders de Birmingham, car des cheveux plus longs désavantagent celui qui les porte lors d'un combat de rue.
À l'époque du jazz, dans les années 1920 et 1930, ce type de coiffure est considéré comme une mode courante.
Dans l'Allemagne nazie, une version de cette coupe, longue sur le dessus mais rasée sur le dos et les côtés, est populaire parmi les officiers de la Wehrmacht.

### Seconde moitié duXXesiècle
La coupe undercut est restée courante au Royaume-Uni et en Amérique jusque dans les années 1960, lorsque des cheveux plus longs comme la coupe en ailes ont été popularisés par la sous-culture mod et les groupes de l'invasion britannique comme The Beatles ou The Rolling Stones.